# Măzăriche

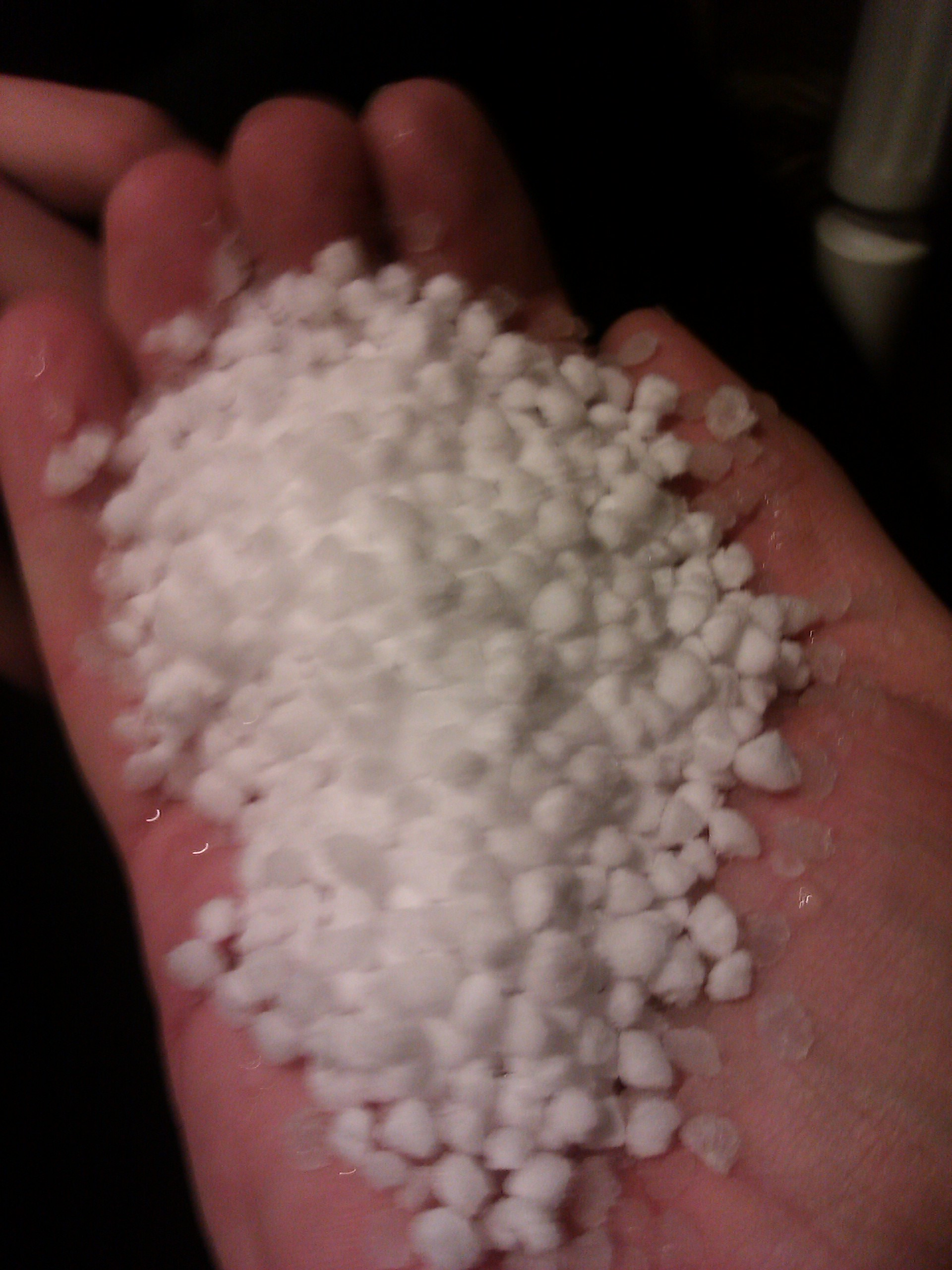

Măzărichea este o formă de precipitație solidă care cade sub formă de grăunțe de gheață aproape sferice al căror diametru nu depășește 5 mm. Măzărichea ia naștere prin sublimarea vaporilor de apă în jurul cristalelor de gheață.
Există două tipuri de măzăriche, măzăriche tare și măzăriche moale. Cu cât curenții descendenți din norul convectiv sunt mai puternici, cu atât măzărichea este mai tare și mai puțin colțuroasă. Asociată fiind unor sisteme convective, această formă de precipitație este deseori însoțită și de descărcări electrice.